# Treasurite
La treasurite è un minerale.